# Stade Pierre-de-Coubertin (Lausanne)
Pour les articles homonymes, voir Stade Pierre-de-Coubertin (homonymie).
Le Stade Pierre-de-Coubertin est un stade d'athlétisme situé à Lausanne, en Suisse. Il est situé dans le quartier Montoie/Bourdonnette, à Vidy.
Il possède une piste d'athlétisme, un piste de saut en longueur, une aire de lancer du poids et une aire de lancer du marteau. Son accès est libre. Le stade constitue l'aire d'arrivée des 20 km de Lausanne.

## Athletissima(1977-1985)
Entre 1977 et 1985, il accueille le meeting d'athlétisme Athletissima, avant son déménagement au stade de la Pontaise,.

## Futur
Il est prévu, depuis 2016, qu'il soit transformé, le début des travaux étant fixé à 2025. Le bureau d'architecture Translocal Architecture, qui a remporté le concours lancé par la ville, prévoit d'augmenter le nombre de places fixes à 6 000, l'ajout de gradins amovibles permettant d'accueillir 12 000 spectateurs lors de certains évènements sportifs. Dans cette seconde configuration, la tribune principale de 8 000 places, située à l'ouest, sera coiffée d’un toit ondulé. Il est prévu que le nouveau stade accueille à nouveau le meeting Athletissima, transféré au stade de la Pontaise en 1986.